# The Amateur Adventuress
The Amateur Adventuress er en amerikansk stumfilm fra 1919 af Henry Otto.

## Medvirkende
- Emmy Wehlen - Norma Wood
- Allan Sears - Oliver Morley
- Eugene Pallette - George Goodie
- William V. Mong - William Claxtonbury
- Marian Skinner
- Lucille Ward
- Victor Potel - Gregory Charles Sentel
- Rosemary Theby - Flossie
- Bonnie Hill - Bit Part